# 山川一瑳
山川 一瑳（やまかわ いっさ、2000年7月5日 - ）は、ジャパンラグビーリーグワントヨタヴェルブリッツに所属するラグビー選手。

## プロフィール
- 京都府出身[1]。
- ポジションはロック(LO)。
- 身長 190 cm、体重 103 kg
- ジュニア・ジャパンに選ばれたことがある[2]。

## 略歴
2019年、常翔学園高校卒業後、帝京大学に入る。
2023年、トヨタヴェルブリッツに加入。同年3月、帝京大学卒業。
2024年4月6日に行われたJAPAN RUGBY LEAGUE ONE第12節花園近鉄ライナーズ戦にて途中出場でリーグワン公式戦初出場を果たした。同年、インバーカーギル・ブルーズに派遣。